# Tyskland i olympiska sommarspelen 2020
Tyskland deltog med en trupp på 425 idrottare vid de olympiska sommarspelen 2020 i Tokyo som hölls mellan den 23 juli och 8 augusti 2021 efter att ha blivit framflyttad ett år på grund av coronaviruspandemin. Det var åttonde raka sommar-OS som Tyskland deltog vid efter återföreningen 1990. 
Tyskland tog totalt 37 medaljer (10 guld, 11 silver och 16 brons). Landet deltog i samtliga sporter förutom konstsim, baseboll, sjumannarugby, softboll och vattenpolo.

## Medaljörer
| Medalj | Namn | Sport      | Gren                                 | Datum          |
| ------ | --- | ---------- | ------------------------------------ | -------------- |
| Guld   | Ricarda Funk | Kanotsport | Damernas K-1 i slalom                | 27 juli 2021   |
| Guld   | Dorothee Schneider Isabell Werth Jessica von Bredow-Werndl | Ridsport   | Lagtävling i dressyr                 | 27 juli 2021   |
| Guld   | Jessica von Bredow-Werndl | Ridsport   | Individuell dressyr                  | 28 juli 2021   |
| Guld   | Alexander Zverev | Tennis     | Herrsingel                           | 1 augusti 2021 |
| Guld   | Aline Rotter-Focken | Brottning  | Damernas 76 kg fristil               | 2 augusti 2021 |
| Guld   | Julia Krajewski | Ridsport   | Individuell fälttävlan               | 2 augusti 2021 |
| Guld   | Malaika Mihambo | Friidrott  | Damernas längdhopp                   | 3 augusti 2021 |
| Guld   | Franziska Brauße Lisa Brennauer Lisa Klein Mieke Kröger | Cykling    | Damernas lagförföljelse              | 3 augusti 2021 |
| Guld   | Florian Wellbrock | Simning    | Herrarnas 10 kilometer öppet vatten  | 5 augusti 2021 |
| Guld   | Max Lemke Tom Liebscher Ronald Rauhe Max Rendschmidt | Kanotsport | Herrarnas K-4 500 meter              | 7 augusti 2021 |
| Silver | Eduard Trippel | Judo       | Herrarnas mellanvikt (90 kg)         | 28 juli 2021   |
| Silver | Isabell Werth | Ridsport   | Individuell dressyr                  | 28 juli 2021   |
| Silver | Jason Osborne Jonathan Rommelmann | Rodd       | Herrarnas lättvikts-dubbelsculler    | 29 juli 2021   |
| Silver | Laurits Follert Malte Jakschik Torben Johannesen Hannes Ocik Olaf Roggensack Martin Sauer Richard Schmidt Jakob Schneider Johannes Weißenfeld                                                          | Rodd       | Herrarnas åtta med styrman           | 30 juli 2021   |
| Silver | Lea Sophie Friedrich Emma Hinze | Cykling    | Damernas lagsprint                   | 2 augusti 2021 |
| Silver | Kristin Pudenz | Friidrott  | Damernas diskuskastning              | 2 augusti 2021 |
| Silver | Susann Beucke Tina Lutz | Segling    | Damernas 49er FX                     | 3 augusti 2021 |
| Silver | Lukas Dauser | Gymnastik  | Herrarnas barr                       | 3 augusti 2021 |
| Silver | Max Hoff Jacob Schopf | Kanotsport | Herrarnas K-2 1000 meter             | 5 augusti 2021 |
| Silver | Jonathan Hilbert | Friidrott  | Herrarnas 50 kilometer gång          | 6 augusti 2021 |
| Silver | Timo Boll Patrick Franziska Dimitrij Ovtcharov | Bordtennis | Herrarnas lagtävling                 | 6 augusti 2021 |
| Brons  | Lena Hentschel Tina Punzel | Simhopp    | Damernas parhoppning i svikthopp     | 25 juli 2021   |
| Brons  | Michelle Kroppen Charline Schwarz Lisa Unruh | Bågskytte  | Damernas lagtävling                  | 25 juli 2021   |
| Brons  | Sideris Tasiadis | Kanotsport | Herrarnas C-1 i slalom               | 26 juli 2021   |
| Brons  | Sarah Köhler | Simning    | Damernas 1 500 meter frisim          | 28 juli 2021   |
| Brons  | Patrick Hausding Lars Rüdiger | Simhopp    | Herrarnas parhoppning i svikthopp    | 28 juli 2021   |
| Brons  | Andrea Herzog | Kanotsport | Damernas C-1 i slalom                | 29 juli 2021   |
| Brons  | Anna-Maria Wagner | Judo       | Damernas halv tungvikt (78 kg)       | 29 juli 2021   |
| Brons  | Hannes Aigner | Kanotsport | Herrarnas K-1 i slalom               | 30 juli 2021   |
| Brons  | Dimitrij Ovtcharov | Bordtennis | Herrsingel                           | 30 juli 2021   |
| Brons  | - Sebastian Seidl - Igor Wandtke - Dominic Ressel - Eduard Trippel - Karl-Richard Frey - Johannes Frey - Theresa Stoll - Martyna Trajdos - Giovanna Scoccimarro - Anna-Maria Wagner - Jasmin Grabowski | Judo       | Mixedlag                             | 31 juli 2021   |
| Brons  | Florian Wellbrock | Simning    | Herrarnas 1 500 meter frisim         | 1 augusti 2021 |
| Brons  | Sebastian Brendel Tim Hecker | Kanotsport | Herrarnas C-2 1000 meter             | 3 augusti 2021 |
| Brons  | Erik Heil Thomas Plößel | Segling    | Herrarnas 49er                       | 3 augusti 2021 |
| Brons  | Paul Kohlhoff Alica Stuhlemmer | Segling    | Mixed nacra 17                       | 3 augusti 2021 |
| Brons  | Frank Stäbler | Brottning  | Herrarnas 67 kg grekisk-romersk stil | 4 augusti 2021 |
| Brons  | Denis Kudla | Brottning  | Herrarnas 87 kg grekisk-romersk stil | 4 augusti 2021 |

## Badminton
| Spelare                       | Gren        | Gruppspel                             | Gruppspel                         | Gruppspel                                | Gruppspel | Eliminering       | Kvartsfinal       | Semifinal         | Final / BM        | Final / BM       |
| Spelare                       | Gren        | Motståndare Poäng                     | Motståndare Poäng                 | Motståndare Poäng                        | Placering | Motståndare Poäng | Motståndare Poäng | Motståndare Poäng | Motståndare Poäng | Placering        |
| ----------------------------- | ----------- | ------------------------------------- | --------------------------------- | ---------------------------------------- | --------- | ----------------- | ----------------- | ----------------- | ----------------- | ---------------- |
| Kai Schäfer                   | Herrsingel  | Wangcharoen (THA) L (13–21, 15–21)    | Penty (GBR) L (18–21, 11–21)      | i.u.                                     | 3         | Gick inte vidare  | Gick inte vidare  | Gick inte vidare  | Gick inte vidare  | Gick inte vidare |
| Yvonne Li                     | Damsingel   | Okuhara (JPN) L (17–21, 4–21)         | Kosetskaya (ROC) L (20–22, 15–21) | i.u.                                     | 3         | Gick inte vidare  | Gick inte vidare  | Gick inte vidare  | Gick inte vidare  | Gick inte vidare |
| Mark Lamsfuß Marvin Seidel    | Herrdubbel  | Kamura / Sonoda (JPN) L (13–21, 8–21) | Li / Liu (CHN) L (14–21, 13–21)   | Chew / Chew (USA) W (21–10, 21–16)       | 3         | i.u.              | Gick inte vidare  | Gick inte vidare  | Gick inte vidare  | Gick inte vidare |
| Mark Lamsfuß Isabel Herttrich | Mixeddubbel | Wang / Huang (CHN) L (22–24, 17–21)   | Chan / Goh (MAS) W (21–12, 21–15) | Tang / Tse (HKG) L (20–22, 22–20, 16–21) | 3         | i.u.              | Gick inte vidare  | Gick inte vidare  | Gick inte vidare  | Gick inte vidare |

## Basket
Sammanfattning
| Lag                    | Gren                | Gruppspel         | Gruppspel         | Gruppspel            | Gruppspel | Kvartsfinal         | Semifinal         | Final / BM        | Final / BM       |
| Lag                    | Gren                | Motståndare Poäng | Motståndare Poäng | Motståndare Poäng    | Placering | Motståndare Poäng   | Motståndare Poäng | Motståndare Poäng | Placering        |
| ---------------------- | ------------------- | ----------------- | ----------------- | -------------------- | --------- | ------------------- | ----------------- | ----------------- | ---------------- |
| Tysklands herrlandslag | Herrarnas turnering | Italien · L 82–92 | Nigeria · W 99–92 | Australien · L 76–89 | 3 Q       | Slovenien · L 70–94 | Gick inte vidare  | Gick inte vidare  | Gick inte vidare |

### Herrarnas turnering
Spelartrupp
Gruppspel
| Nr | Lag        | S | V | O | F | PF  | PM  | PS  | P |
| -- | ---------- | - | - | - | - | --- | --- | --- | - |
| 1  | Australien | 3 | 3 | 0 | 0 | 259 | 226 | +33 | 6 |
| 2  | Italien    | 3 | 2 | 0 | 1 | 255 | 239 | +16 | 5 |
| 3  | Tyskland   | 3 | 1 | 0 | 2 | 257 | 273 | −16 | 4 |
| 4  | Nigeria    | 3 | 0 | 0 | 3 | 230 | 263 | −33 | 3 |

| 2 | 25 juli 2021, 13:40 UTC+9 | Tyskland | 82 – 92 | Italien | Saitama Super Arena, Saitama |  |
|   |                           |          | Rapport |         |                              |  |
|   |                           |          |         |         |                              |  |
|   |                           |          |         |         |                              |  |

| 13 | 28 juli 2021, 10:00 UTC+9 | Nigeria | 92 – 99 | Tyskland | Saitama Super Arena, Saitama |  |
|    |                           |         | Rapport |          |                              |  |
|    |                           |         |         |          |                              |  |
|    |                           |         |         |          |                              |  |

| 27 | 31 juli 2021, 17:20 UTC+9 | Australien | 89 – 76 | Tyskland | Saitama Super Arena, Saitama |  |
|    |                           |            | Rapport |          |                              |  |
|    |                           |            |         |          |                              |  |
|    |                           |            |         |          |                              |  |

Kvartsfinal
|  | 3 augusti 2021, 10:00 | Slovenien | 94 – 70 | Tyskland | Saitama Super Arena, Saitama |  |
|  |                       |           | Rapport |          |                              |  |
|  |                       |           |         |          |                              |  |
|  |                       |           |         |          |                              |  |

## Boxning
| Boxare            | Gren                 | Sextondelsfinal      | Åttondelsfinal        | Kvartsfinal                 | Semifinal            | Final                | Final            |
| Boxare            | Gren                 | Motståndare Resultat | Motståndare Resultat  | Motståndare Resultat        | Motståndare Resultat | Motståndare Resultat | Placering        |
| ----------------- | -------------------- | -------------------- | --------------------- | --------------------------- | -------------------- | -------------------- | ---------------- |
| Hamsat Shadalov   | Herrarnas fjädervikt | Cuello (ARG) L 2–3   | Gick inte vidare      | Gick inte vidare            | Gick inte vidare     | Gick inte vidare     | Gick inte vidare |
| Ammar Abduljabbar | Herrarnas tungvikt   | Bye                  | Lúcar (PER) W 5–0     | Gadzhimagomedov (ROC) L 0–5 | Gick inte vidare     | Gick inte vidare     | Gick inte vidare |
| Nadine Apetz      | Damernas weltervikt  | Bye                  | Borgohain (IND) L 2–3 | Gick inte vidare            | Gick inte vidare     | Gick inte vidare     | Gick inte vidare |

## Brottning
Herrarnas fristil
| Brottare           | Gren    | Åttondelsfinal           | Kvartsfinal             | Semifinal            | Återkval             | Final / BM           | Final / BM       |
| Brottare           | Gren    | Motståndare Resultat     | Motståndare Resultat    | Motståndare Resultat | Motståndare Resultat | Motståndare Resultat | Placering        |
| ------------------ | ------- | ------------------------ | ----------------------- | -------------------- | -------------------- | -------------------- | ---------------- |
| Gennadij Cudinovic | −125 kg | Batirmurzaev (KAZ) W 5–0 | Mönkhtöriin (MGL) L 1–3 | Gick inte vidare     | Gick inte vidare     | Gick inte vidare     | Gick inte vidare |

Herrarnas grekisk-romersk
| Brottare          | Gren    | Åttondelsfinal          | Kvartsfinal          | Semifinal            | Återkval              | Final / BM           | Final / BM       |
| Brottare          | Gren    | Motståndare Resultat    | Motståndare Resultat | Motståndare Resultat | Motståndare Resultat  | Motståndare Resultat | Placering        |
| ----------------- | ------- | ----------------------- | -------------------- | -------------------- | --------------------- | -------------------- | ---------------- |
| Etienne Kinsinger | −60 kg  | Walihan S (CHN) L 1–3   | Gick inte vidare     | Gick inte vidare     | Gick inte vidare      | Gick inte vidare     | Gick inte vidare |
| Frank Stäbler     | −67 kg  | Nemeš (SRB) W 3–1       | Geraei (IRI) L 1–3   | Gick inte vidare     | Horta (COL) W 4–0     | Zoidze (GEO) W 3–1   | 3                |
| Denis Kudla       | −87 kg  | Tursynov (KAZ) W 3–1    | Lőrincz (HUN) L 1–3  | Gick inte vidare     | Azisbekov (KGZ) W 4–1 | Metwally (EGY) W 5–0 | 3                |
| Eduard Popp       | −130 kg | Soghomonyan (BRA) W 3–0 | Kayaalp (TUR) L 1–3  | Gick inte vidare     | Gick inte vidare      | Gick inte vidare     | Gick inte vidare |

Damernas fristil
| Brottare            | Gren   | Åttondelsfinal        | Kvartsfinal            | Semifinal            | Återkval             | Final / BM           | Final / BM       |
| Brottare            | Gren   | Motståndare Resultat  | Motståndare Resultat   | Motståndare Resultat | Motståndare Resultat | Motståndare Resultat | Placering        |
| ------------------- | ------ | --------------------- | ---------------------- | -------------------- | -------------------- | -------------------- | ---------------- |
| Anna Schell         | −68 kg | Mostafa (EGY) W 3–0   | Cherkasova (UKR) L 0–5 | Gick inte vidare     | Gick inte vidare     | Gick inte vidare     | Gick inte vidare |
| Aline Rotter-Focken | −76 kg | Marzaliuk (BLR) W 3–1 | Zhou Q (CHN) W 3–1     | Minagawa (JPN) W 3–1 | Bye                  | Gray (USA) W 3–1     | 1                |

## Bågskytte
| Idrottare                                    | Gren                   | Rankningsomgång | Rankningsomgång | 32-delsfinal             | Sextondelsfinal      | Åttondelsfinal                 | Kvartsfinal          | Semifinal            | Final / BM           | Final / BM       |
| Idrottare                                    | Gren                   | Poäng           | Placering       | Motståndare Resultat     | Motståndare Resultat | Motståndare Resultat           | Motståndare Resultat | Motståndare Resultat | Motståndare Resultat | Placering        |
| -------------------------------------------- | ---------------------- | --------------- | --------------- | ------------------------ | -------------------- | ------------------------------ | -------------------- | -------------------- | -------------------- | ---------------- |
| Florian Unruh                                | Herrarnas individuella | 654             | 33              | Dwi Pangestu (INA) W 6–2 | Kim J-d (KOR) W 7–3  | Duenas (CAN) W 6–2             | Nespoli (ITA) L 4–6  | Gick inte vidare     | Gick inte vidare     | Gick inte vidare |
| Michelle Kroppen                             | Damernas individuella  | 655             | 11              | Sichenikova (UKR) W 6–0  | Osipova (ROC) L 4–6  | Gick inte vidare               | Gick inte vidare     | Gick inte vidare     | Gick inte vidare     | Gick inte vidare |
| Charline Schwarz                             | Damernas individuella  | 607             | 60              | Brown (USA) L 2–6        | Gick inte vidare     | Gick inte vidare               | Gick inte vidare     | Gick inte vidare     | Gick inte vidare     | Gick inte vidare |
| Lisa Unruh                                   | Damernas individuella  | 647             | 26              | Marusava (BLR) L 4–6     | Gick inte vidare     | Gick inte vidare               | Gick inte vidare     | Gick inte vidare     | Gick inte vidare     | Gick inte vidare |
| Michelle Kroppen Charline Schwarz Lisa Unruh | Damernas lagtävling    | 1909            | 10              | i.u.                     | i.u.                 | Kinesiska Taipei W 6–2         | Mexiko W 6–2         | ROC L 1–5            | Belarus W 5–1        | 3                |
| Florian Unruh Michelle Kroppen               | Mixedlag               | 1309            | 13              | i.u.                     | i.u.                 | Valencia / Álvarez (MEX) L 2–6 | Gick inte vidare     | Gick inte vidare     | Gick inte vidare     | Gick inte vidare |

## Friidrott
Förkortningar
- Notera– Placeringar avser endast det specifika heatet.
- Q = Tog sig vidare till nästa omgång
- q = Tog sig vidare till nästa omgång som den snabbaste förloraren eller, i teknikgrenarna, genom placering utan att nå kvalgränsen
- i.u. = Omgången fanns inte i grenen
- Bye = Idrottaren behövde inte tävla i omgången

Gång- och löpgrenar
Herrar
| Idrottare                                                     | Gren              | Heat       | Heat      | Semifinal        | Semifinal        | Final            | Final            |
| Idrottare                                                     | Gren              | Tid        | Placering | Tid              | Placering        | Tid              | Placering        |
| ------------------------------------------------------------- | ----------------- | ---------- | --------- | ---------------- | ---------------- | ---------------- | ---------------- |
| Steven Müller                                                 | 200 m             | 21,08      | 40        | Gick inte vidare | Gick inte vidare | Gick inte vidare | Gick inte vidare |
| Marvin Schlegel                                               | 400 m             | 46,39      | 35        | Gick inte vidare | Gick inte vidare | Gick inte vidare | Gick inte vidare |
| Amos Bartelsmeyer                                             | 1 500 m           | 3.38,36    | 22        | Gick inte vidare | Gick inte vidare | Gick inte vidare | Gick inte vidare |
| Robert Farken                                                 | 1 500 m           | 3.36,61    | 12 Q      | 3.35,21          | 18               | Gick inte vidare | Gick inte vidare |
| Mohamed Mohumed                                               | 5 000 m           | 13.50,46   | 31        | i.u.             | i.u.             | Gick inte vidare | Gick inte vidare |
| Gregor Traber                                                 | 110 m häck        | 13,65      | 30        | Gick inte vidare | Gick inte vidare | Gick inte vidare | Gick inte vidare |
| Joshua Abuaku                                                 | 400 m häck        | 49,50 0SB0 | 20 q      | 49,93            | 23               | Gick inte vidare | Gick inte vidare |
| Luke Campbell                                                 | 400 m häck        | 49,19 0SB0 | 15 Q      | 48,62 0PB0       | 11               | Gick inte vidare | Gick inte vidare |
| Constantin Preis                                              | 400 m häck        | 49,73      | 25 Q      | 49,10            | 17               | Gick inte vidare | Gick inte vidare |
| Karl Bebendorf                                                | 3 000 m hinder    | 8.33,27    | 33        | i.u.             | i.u.             | Gick inte vidare | Gick inte vidare |
| Nils Brembach                                                 | 20 km gång        | i.u.       | i.u.      | i.u.             | i.u.             | 1:26.45          | 28               |
| Leo Köpp                                                      | 20 km gång        | i.u.       | i.u.      | i.u.             | i.u.             | 1:24.46          | 22               |
| Christopher Linke                                             | 20 km gång        | i.u.       | i.u.      | i.u.             | i.u.             | 1:21.50          | 5                |
| Carl Dohmann                                                  | 50 km gång        | i.u.       | i.u.      | i.u.             | i.u.             | 4:07.18          | 33               |
| Jonathan Hilbert                                              | 50 km gång        | i.u.       | i.u.      | i.u.             | i.u.             | 3:50.44          | 2                |
| Nathaniel Seiler                                              | 50 km gång        | i.u.       | i.u.      | i.u.             | i.u.             | 4:15.37          | 42               |
| Amanal Petros                                                 | Maraton           | i.u.       | i.u.      | i.u.             | i.u.             | 2:16.33 0SB0     | 30               |
| Hendrik Pfeiffer                                              | Maraton           | i.u.       | i.u.      | i.u.             | i.u.             | 2:20.43 0SB0     | 50               |
| Richard Ringer                                                | Maraton           | i.u.       | i.u.      | i.u.             | i.u.             | 2:16.08          | 26               |
| Deniz Almas Lucas Ansah-Peprah Joshua Hartmann Julian Reus    | 4 × 100 m stafett | 38,06 0SB0 | 5 q       | i.u.             | i.u.             | 38,12            | 6                |
| Jean Paul Bredau Luke Campbell Manuel Sanders Marvin Schlegel | 4 × 400 m stafett | 3.03,62    | 15        | i.u.             | i.u.             | Gick inte vidare | Gick inte vidare |

Damer
| Idrottare                                                                | Gren              | Heat         | Heat      | Semifinal        | Semifinal        | Final            | Final            |
| Idrottare                                                                | Gren              | Tid          | Placering | Tid              | Placering        | Tid              | Placering        |
| ------------------------------------------------------------------------ | ----------------- | ------------ | --------- | ---------------- | ---------------- | ---------------- | ---------------- |
| Alexandra Burghardt                                                      | 100 m             | 11,08        | 13 Q      | 11,07            | 11               | Gick inte vidare | Gick inte vidare |
| Lisa Mayer                                                               | 100 m             | DNS          | DNS       | DNS              | DNS              | DNS              | DNS              |
| Tatjana Pinto                                                            | 100 m             | 11,16        | 18 Q      | 11,35            | 22               | Gick inte vidare | Gick inte vidare |
| Lisa-Marie Kwayie                                                        | 200 m             | 23,14        | 21 q      | 23,42            | 24               | Gick inte vidare | Gick inte vidare |
| Jessica-Bianca Wessolly                                                  | 200 m             | 23,41        | 32        | Gick inte vidare | Gick inte vidare | Gick inte vidare | Gick inte vidare |
| Corinna Schwab                                                           | 400 m             | 52,29        | 27        | Gick inte vidare | Gick inte vidare | Gick inte vidare | Gick inte vidare |
| Christina Hering                                                         | 800 m             | 2.02,23      | 30        | Gick inte vidare | Gick inte vidare | Gick inte vidare | Gick inte vidare |
| Katharina Trost                                                          | 800 m             | 2.00,99      | 13 q      | 2.02,14          | 20               | Gick inte vidare | Gick inte vidare |
| Caterina Granz                                                           | 1 500 m           | 4.06,22 0SB0 | 24 q      | 4.10,93          | 25               | Gick inte vidare | Gick inte vidare |
| Hanna Klein                                                              | 1 500 m           | 4.14,83      | 39        | Gick inte vidare | Gick inte vidare | Gick inte vidare | Gick inte vidare |
| Konstanze Klosterhalfen                                                  | 10 000 m          | i.u.         | i.u.      | i.u.             | i.u.             | 31.01,97         | 8                |
| Ricarda Lobe                                                             | 100 m häck        | 13,43        | 36        | Gick inte vidare | Gick inte vidare | Gick inte vidare | Gick inte vidare |
| Carolina Krafzik                                                         | 400 m häck        | 54,72 0PB0   | 5 Q       | 54,96            | 10               | Gick inte vidare | Gick inte vidare |
| Elena Burkard                                                            | 3 000 m hinder    | 9.30,64      | 17        | i.u.             | i.u.             | Gick inte vidare | Gick inte vidare |
| Gesa Felicitas Krause                                                    | 3 000 m hinder    | 9.19,62      | 5 Q       | i.u.             | i.u.             | 9.14,00          | 5                |
| Lea Meyer                                                                | 3 000 m hinder    | 9.33,00      | 22        | i.u.             | i.u.             | Gick inte vidare | Gick inte vidare |
| Saskia Feige                                                             | 20 km gång        | i.u.         | i.u.      | i.u.             | i.u.             | DNF              | DNF              |
| Melat Yisak Kejeta                                                       | Maraton           | i.u.         | i.u.      | i.u.             | i.u.             | 2:29.16 0SB0     | 6                |
| Deborah Schöneborn                                                       | Maraton           | i.u.         | i.u.      | i.u.             | i.u.             | 2:33.08 0SB0     | 18               |
| Katharina Steinruck                                                      | Maraton           | i.u.         | i.u.      | i.u.             | i.u.             | 2:35.00          | 31               |
| Alexandra Burghardt Rebekka Haase Gina Lückenkemper Tatjana Pinto        | 4 × 100 m stafett | 42,00        | 3 Q       | i.u.             | i.u.             | 42,12            | 5                |
| Carolina Krafzik Laura Müller Corinna Schwab Ruth Sophia Spelmeyer-Preuß | 4 × 400 m stafett | 3.24,77      | 10        | i.u.             | i.u.             | Gick inte vidare | Gick inte vidare |

Mixlag
| Idrottare                                                                   | Gren              | Heat         | Heat      | Semifinal | Semifinal | Final | Final     |
| Idrottare                                                                   | Gren              | Tid          | Placering | Tid       | Placering | Tid   | Placering |
| --------------------------------------------------------------------------- | ----------------- | ------------ | --------- | --------- | --------- | ----- | --------- |
| Marvin Schlegel Corinna Schwab Nadine Gonska Manuel Sanders Ruth Spelmeyer* | 4 × 400 m stafett | 3.12,94 0NR0 | 9 q       | i.u.      | i.u.      | DNF   | DNF       |

* Deltog endast i försöksheatet.
Teknikgrenar
Herrar
| Idrottare            | Gren           | Kval      | Kval      | Final            | Final            |
| Idrottare            | Gren           | Resultat  | Placering | Resultat         | Placering        |
| -------------------- | -------------- | --------- | --------- | ---------------- | ---------------- |
| David Wrobel         | Diskuskastning | 60,38     | 22        | Gick inte vidare | Gick inte vidare |
| Daniel Jasinski      | Diskuskastning | 63,29     | 9 q       | 62.44            | 10               |
| Clemens Prüfer       | Diskuskastning | 63,18     | 11 q      | 61,75            | 11               |
| Tristan Schwandke    | Släggkastning  | 73,77     | 21        | Gick inte vidare | Gick inte vidare |
| Mateusz Przybylko    | Höjdhopp       | 2,21      | 23        | Gick inte vidare | Gick inte vidare |
| Bernhard Seifert     | Spjutkastning  | 68,30     | 31        | Gick inte vidare | Gick inte vidare |
| Johannes Vetter      | Spjutkastning  | 85,64     | 2 Q       | 82,52            | 9                |
| Julian Weber         | Spjutkastning  | 84,41     | 6 Q       | 85,30 0SB0       | 4                |
| Fabian Heinle        | Längdhopp      | 7,96 0SB0 | 10 q      | 7,62             | 12               |
| Bo Kanda Lita Baehre | Stavhopp       | 5,75      | 1 q       | 5,70             | 11               |
| Torben Blech         | Stavhopp       | 5,30      | 25        | Gick inte vidare | Gick inte vidare |
| Oleg Zernikel        | Stavhopp       | 5,65      | 12 q      | 5,70             | 9                |
| Max Heß              | Tresteg        | 16,69     | 17        | Gick inte vidare | Gick inte vidare |

Damer
| Idrottare                  | Gren           | Kval      | Kval      | Final            | Final            |
| Idrottare                  | Gren           | Resultat  | Placering | Resultat         | Placering        |
| -------------------------- | -------------- | --------- | --------- | ---------------- | ---------------- |
| Marike Steinacker          | Diskuskastning | 63,22     | 6 q       | 62,02            | 8                |
| Claudine Vita              | Diskuskastning | 62,46     | 10 q      | 61,80            | 9                |
| Kristin Pudenz             | Diskuskastning | 63,73     | 4 q       | 66,86 0PB0       | 2                |
| Samantha Borutta           | Släggkastning  | 67,38     | 24        | Gick inte vidare | Gick inte vidare |
| Marie-Laurence Jungfleisch | Höjdhopp       | 1,95 0SB0 | 4 Q       | 1,93             | 10               |
| Imke Onnen                 | Höjdhopp       | 1,86      | 25        | Gick inte vidare | Gick inte vidare |
| Christin Hussong           | Spjutkastning  | 61,68     | 11 q      | 59,94            | 9                |
| Maryse Luzolo              | Längdhopp      | 6,54      | 15        | Gick inte vidare | Gick inte vidare |
| Malaika Mihambo            | Längdhopp      | 6,98 0SB0 | 2 Q       | 7,00 0SB0        | 1                |
| Sara Gambetta              | Kulstötning    | 18,57     | 12 q      | 18,88 0PB0       | 8                |
| Katharina Maisch           | Kulstötning    | 17,89     | 15        | Gick inte vidare | Gick inte vidare |
| Christina Schwanitz        | Kulstötning    | 18,08     | 14        | Gick inte vidare | Gick inte vidare |
| Neele Eckhardt             | Tresteg        | 14,20     | 14        | Gick inte vidare | Gick inte vidare |
| Kristin Gierisch           | Tresteg        | 13,02     | 30        | Gick inte vidare | Gick inte vidare |

Mångkamp – Herrarnas tiokamp
| Idrottare    | Gren     | 100 m      | LH        | KS         | HH        | 400 m | 110H  | DK    | SH   | SK         | 1 500 m | Totalt | Placering |
| ------------ | -------- | ---------- | --------- | ---------- | --------- | ----- | ----- | ----- | ---- | ---------- | ------- | ------ | --------- |
| Niklas Kaul  | Resultat | 11,22 0SB0 | 7,36 0PB0 | 14,55 0SB0 | 2,11 0PB0 | DNF   | DNF   | DNF   | DNF  | DNF        | DNF     | DNF    | DNF       |
| Niklas Kaul  | Poäng    | 812        | 900       | 762        | 906       | 0     | DNF   | DNF   | DNF  | DNF        | DNF     | DNF    | DNF       |
| Kai Kazmirek | Resultat | 11,09      | 7,48 0SB0 | 14,46 0SB0 | 2,02      | 48,17 | 14,73 | 42,70 | 4,80 | 63,76 0SB0 | 4.48,30 | 8126   | 14        |
| Kai Kazmirek | Poäng    | 841        | 930       | 757        | 822       | 901   | 882   | 720   | 849  | 795        | 629     | 8126   | 14        |

Kombinerade grenar – Damernas sjukamp
| Idrottare       | Gren     | 100H       | HH         | KS         | 200 m      | LH        | SK         | 800 m        | Totalt    | Placering |
| --------------- | -------- | ---------- | ---------- | ---------- | ---------- | --------- | ---------- | ------------ | --------- | --------- |
| Vanessa Grimm   | Resultat | 13,88      | 1,77 =0PB0 | 14,52      | 25,03      | 5,94      | 44,75      | 2.16,27      | 6114      | 19        |
| Vanessa Grimm   | Poäng    | 995        | 941        | 829        | 884        | 831       | 759        | 875          | 6114      | 19        |
| Carolin Schäfer | Resultat | 13,29 0SB0 | 1,80 0SB0  | 13,99 0SB0 | 24,33 0SB0 | 5,78 0SB0 | 54,10 0PB0 | 2.14,92 0SB0 | 6419 0SB0 | 7         |
| Carolin Schäfer | Poäng    | 1081       | 978        | 793        | 949        | 783       | 940        | 895          | 6419 0SB0 | 7         |

## Kanotsport

### Slalom
Tyskland kvalificerade en båt i var och en av följande klasser genom Slalomvärldsmästerskapen i kanotsport 2019 i La Seu d'Urgell, Spanien och Slalomeuropamästerskapen i kanotsport 2021 i Ivrea, Italien. Slalomkanotisterna, bland annat medaljörerna vid OS 2012 och tvåfaldiga olympierna Hannes Aigner (herrarnas K-1) och Sideris Tasiadis (herrarnas C-1), blev uttagna i truppen den 1 juni 2021.
| Kanotist         | Gren          | Kvalomgång | Kvalomgång | Kvalomgång | Kvalomgång | Kvalomgång | Kvalomgång | Semifinal | Semifinal | Final  | Final     |
| Kanotist         | Gren          | Åk 1       | Placering  | Åk 2       | Placering  | Bästa      | Placering  | Tid       | Placering | Tid    | Placering |
| ---------------- | ------------- | ---------- | ---------- | ---------- | ---------- | ---------- | ---------- | --------- | --------- | ------ | --------- |
| Sideris Tasiadis | Herrarnas C-1 | 100,69     | 6          | 101,23     | 3          | 100,69     | 6 Q        | 105,35    | 6 Q       | 103,70 | 3         |
| Hannes Aigner    | Herrarnas K-1 | 96,51      | 11         | 90,14      | 1          | 90,14      | 1 Q        | 97,97     | 7 Q       | 97,11  | 3         |
| Andrea Herzog    | Damernas C-1  | 113,69     | 5          | 106,34     | 2          | 106,34     | 2 Q        | 114,61    | 4 Q       | 111,13 | 3         |
| Ricarda Funk     | Damernas K-1  | 101,90     | 1          | 101,56     | 2          | 101,56     | 2 Q        | 107,96    | 3 Q       | 105,50 | 1         |

### Sprint
Tyskland kvalificerade totalt sex båtar i var och en av följande klasser genom Sprintvärldsmästerskapen i kanotsport 2019 i Szeged, Ungern.
Sprintkanotisterna, med bland annat trefaldiga olympiern och regerande mästaren Sebastian Brendel samt sexfaldiga olympiern och fyrfaldiga medaljören Ronald Rauhe, blev uttagna i truppen den 15 juni 2021.
Herrar
| Kanotist                                             | Gren       | Heat     | Heat      | Kvartsfinal | Kvartsfinal | Semifinal | Semifinal | Final    | Final     |
| Kanotist                                             | Gren       | Tid      | Placering | Tid         | Placering   | Tid       | Placering | Tid      | Placering |
| ---------------------------------------------------- | ---------- | -------- | --------- | ----------- | ----------- | --------- | --------- | -------- | --------- |
| Sebastian Brendel                                    | C-1 1000 m | 4.02,351 | 3 QF      | 4.07,036    | 1 SF        | 4.11,413  | 7 FB      | 4.03,723 | 10        |
| Conrad Scheibner                                     | C-1 1000 m | 4.04,920 | 2 SF      | Bye         | Bye         | 4.08,503  | 3 FA      | 4.13,725 | 6         |
| Sebastian Brendel Tim Hecker                         | C-2 1000 m | 3.42,773 | 1 SF      | Bye         | Bye         | 3.26,812  | 1 FA      | 3.25,615 | 3         |
| Jacob Schopf                                         | K-1 1000 m | 3.39,504 | 1 SF      | Bye         | Bye         | 3.25,568  | 3 FA      | 3.22,554 | 4         |
| Max Hoff Jacob Schopf                                | K-2 1000 m | 3.09,830 | 2 SF      | Bye         | Bye         | 3.17,554  | 1 FA      | 3.15,584 | 2         |
| Max Lemke Tom Liebscher Ronald Rauhe Max Rendschmidt | K-4 500 m  | 1.21,890 | 1 SF      | Bye         | Bye         | 1.23,049  | 1 FA      | 1.22,219 | 1         |

Damer
| Kanotist                                                      | Gren      | Heat     | Heat      | Kvartsfinal | Kvartsfinal | Semifinal        | Semifinal        | Final            | Final            |
| Kanotist                                                      | Gren      | Tid      | Placering | Tid         | Placering   | Tid              | Placering        | Tid              | Placering        |
| ------------------------------------------------------------- | --------- | -------- | --------- | ----------- | ----------- | ---------------- | ---------------- | ---------------- | ---------------- |
| Lisa Jahn                                                     | C-1 200 m | 47,439   | 4 QF      | 47,049      | 2 SF        | 49,136           | 7 FB             | 48,798           | 13               |
| Sophie Koch                                                   | C-1 200 m | 48,601   | 5 QF      | 48,891      | 4           | Gick inte vidare | Gick inte vidare | Gick inte vidare | Gick inte vidare |
| Lisa Jahn Sophie Koch                                         | C-2 500 m | 2.01,184 | 2 SF      | Bye         | Bye         | 2.04,749         | 3 FA             | 1.59,943         | 4                |
| Jule Hake                                                     | K-1 500 m | 1.48,758 | 3 SF      | Bye         | Bye         | 1.54,341         | 5 FC             | 1.55,638         | 18               |
| Sabrina Hering-Pradler                                        | K-1 500 m | 1.49,932 | 2 SF      | Bye         | Bye         | 1.54,140         | 4 FB             | 1.53,919         | 10               |
| Caroline Arft Sarah Brüßler                                   | K-2 500 m | 1.48,058 | 3 QF      | 1.48,450    | 2 SF        | 1.39,421         | 6 FB             | 1.39,953         | 11               |
| Tina Dietze Sabrina Hering-Pradler                            | K-2 500 m | 1.44,894 | 2 SF      | Bye         | Bye         | 1.38,954         | 4 FA             | 1.42,406         | 8                |
| Tina Dietze Melanie Gebhardt Jule Hake Sabrina Hering-Pradler | K-4 500 m | 1.34,681 | 2 SF      | Bye         | Bye         | 1.36,737         | 3 FA             | 1.37,243         | 5                |

Teckenförklaring: FA = Kvalificerad för final (medalj); FB = Kvalificerad för B-final (ingen medalj)

## Rodd
Herrar
| Idrottare | Gren                    | Heat    | Heat      | Återkval | Återkval  | Kvartsfinaler | Kvartsfinaler | Semifinaler | Semifinaler | Final   | Final     |
| Idrottare | Gren                    | Tid     | Placering | Tid      | Placering | Tid           | Placering     | Tid         | Placering   | Tid     | Placering |
| --- | ----------------------- | ------- | --------- | -------- | --------- | ------------- | ------------- | ----------- | ----------- | ------- | --------- |
| Oliver Zeidler | Singelsculler           | 7.00,40 | 1 QF      | Bye      | Bye       | 7.12,75       | 1 SA/B        | 6.45,16     | 4 FB        | 6.44,44 | 7         |
| Stephan Krüger Marc Weber | Dubbelsculler           | 6.35,11 | 4 R       | 6.26,64  | 1 SA/B    | —             | —             | 6.38,41     | 5 FB        | 6.18,13 | 11        |
| Jason Osborne Jonathan Rommelmann | Lättvikts-dubbelsculler | 6.21,71 | 1 SA/B    | Bye      | Bye       | —             | —             | 6:07.33     | 1 FA        | 6.07,29 | 2         |
| Max Appel Hans Gruhne Tim Ole Naske Karl Schulze                                                                                              | Scullerfyra             | 5.49,11 | 5 R       | 6.02,86  | 5 FB      | —             | —             | —           | —           | 5.46,78 | 8         |
| Laurits Follert Malte Jakschik Torben Johannesen Hannes Ocik Olaf Roggensack Martin Sauer Richard Schmidt Jakob Schneider Johannes Weißenfeld | Åtta med styrman        | 5.29,85 | 1 FA      | Bye      | Bye       | —             | —             | —           | —           | 5.25,60 | 2         |

Damer
| Idrottare                                                              | Gren          | Heat    | Heat      | Återkval | Återkval  | Semifinaler | Semifinaler | Final   | Final     |
| Idrottare                                                              | Gren          | Tid     | Placering | Tid      | Placering | Tid         | Placering   | Tid     | Placering |
| ---------------------------------------------------------------------- | ------------- | ------- | --------- | -------- | --------- | ----------- | ----------- | ------- | --------- |
| Leonie Menzel Annekatrin Thiele                                        | Dubbelsculler | 6.59,61 | 4 R       | 7.14,92  | 2 SA/B    | 7.20,44     | 6 FB        | 7.01,21 | 11        |
| Frieda Hämmerling Franziska Kampmann Carlotta Nwajide Daniela Schultze | Scullerfyra   | 6.18,22 | 1 FA      | Bye      | Bye       | —           | —           | 6.13,41 | 5         |

Teckenförklaring: FA= A-final (medalj); FB=B-final (ingen medalj); FC= C-final (ingen medalj); FD= D-final (ingen medalj); FE=E-final (ingen medalj); FF=F-final (ingen medalj); SA/B=Semifinal A/B; SC/D=Semifinal C/D; SE/F=Semifinal E/F; QF=Kvartsfinal; R=Återkval

## Tyngdlyftning
| Idrottare        | Gren             | Ryck     | Ryck      | Stöt     | Stöt      | Totalt | Placering |
| Idrottare        | Gren             | Resultat | Placering | Resultat | Placering | Totalt | Placering |
| ---------------- | ---------------- | -------- | --------- | -------- | --------- | ------ | --------- |
| Simon Brandhuber | Herrarnas −61 kg | 123      | 10        | 145      | 11        | 268    | 9         |
| Nico Müller      | Herrarnas −81 kg | 159      | 9         | 195      | =6        | 354    | 7         |
| Sabine Kusterer  | Damernas −59 kg  | 91       | =7        | 107      | 10        | 198    | 10        |
| Lisa Schweizer   | Damernas −64 kg  | 100      | =7        | 117      | 10        | 217    | 10        |